# Duvaliérisme
 (février 2019).
Améliorez-le ou discutez des points à vérifier. 
22 octobre 1957 – 7 février 1986
Entités précédentes :
- République d'Haïti

Entités suivantes :
- Haïti

Le duvaliérisme désigne le régime mis en place en Haïti par le dictateur François Duvalier dit « Papa Doc », arrivé au pouvoir après un putsch en 1957, et poursuivi par son fils Jean-Claude Duvalier, dit « Baby Doc » entre 1971 et 1986.
Il se caractérise par une politique répressive, l'interdiction des partis d'opposition, le règne de l'arbitraire et un autoritarisme qui s'appuie sur une partie de l'armée et une milice paramilitaire, les Tontons Macoute. Sous la présidence de Jean-Claude Duvalier, ce régime s'orienta vers la corruption et l'incompétence.
Le terme de duvaliérisme est encore utilisé pour désigner des méthodes utilisées par certains responsables haïtiens.

## Histoire

### Naissance et mise en place du duvaliérisme

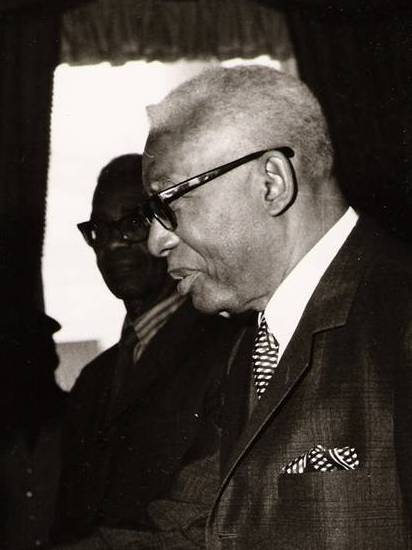
François Duvalier, dit « Papa Doc ».

Il y eut retour aux velléités autoritaires. Par deux fois, en 1946 et 1950, une junte militaire assura la transition du pouvoir : en 1946, ce fut au profit de Dumarsais Estimé, qui développa les droits des noirs et organisa l’exposition internationale en décembre 1949 ; en octobre 1950, l'armée organisa les premières élections présidentielles au suffrage universel. La mobilisation du corps électoral fut faible. Le colonel Paul Magloire fut élu à 99 % des suffrages. Au terme de son mandat, en décembre 1956, il dut s’exiler devant l’ampleur des grèves.
L’année 1957 fut troublée de putschs, attentats et scandales. Le président provisoire Daniel Fignolé fut défait par le chef de l’armée qu’il avait nommé lui-même un mois plus tôt. En septembre 1957, l’armée organisa des élections : le médecin François Duvalier, dit « Papa Doc », fut élu président de la République, grâce au soutien des Noirs qui virent en lui le moyen de mettre fin au règne des Mulâtres.
Dès le départ, François Duvalier imposa une politique répressive en éloignant les officiers peu fiables de l’armée, en interdisant les partis d’opposition, en instaurant l'état de siège et en exigeant du Parlement l’autorisation de gouverner par décrets (31 juillet 1958). Le 8 avril 1961, il prononça la dissolution du Parlement.

### Autoritarisme
Duvalier échappa à plusieurs putschs : En 1958, huit hommes occupant par surprise les casernes Dessalines de Port-au-Prince, firent croire un temps qu’ils menaient l’armée ; en 1959, pendant sa maladie, son adjoint, Barbot, aidé de marines américains, empêcha le débarquement d’un commando. Sitôt rétabli, Duvalier décida d'emprisonner Barbot pendant seize mois...

Drapeau d'Haïti sous la dictature des Duvalier.

Craignant une opposition de la part de l'Église catholique romaine, Duvalier expulsa plusieurs prêtres ainsi que deux évêques. Il fut excommunié en 1961. En 1966, Duvalier reprit contact avec le Vatican.
Le régime s’appuya sur une milice paramilitaire, les Volontaires de la sécurité nationale surnommés les « tontons macoutes ». Avec cette garde prétorienne personnelle, il neutralisa l’armée, sema la terreur dans tout le pays et parvint à étouffer toute résistance. Après des rumeurs de complot au sein de l'armée, il renforça la répression et, le 1er avril 1964, il se proclama « président à vie ». La même année il commandita plusieurs massacres de population dans les campagnes, notamment le massacre des Vêpres jérémiennes qui fut une des nombreuses tueries exécutées par l'armée et les tontons macoutes. Il exerça jusqu'à sa mort une implacable dictature (on compta 2000 exécutions pour la seule année 1967 ; cette année-là sortit un film extrêmement critique sur sa dictature : Les Comédiens, basé sur un roman antérieur de Graham Greene).
En avril 1970, Duvalier échappe à la dernière tentative de coup d’État contre son régime ; une mutinerie infructueuse de la Garde côtière haïtienne (en) qui impliquait des attaques contre le Palais National. En février 1971, François Duvalier organisa un plébiscite pour désigner son fils, Jean-Claude, comme successeur.
De nombreux Haïtiens prirent le chemin de l'exil, principalement aux États-Unis et au Canada, mais également vers la Martinique, la Guadeloupe et surtout la Guyane française.

### La succession

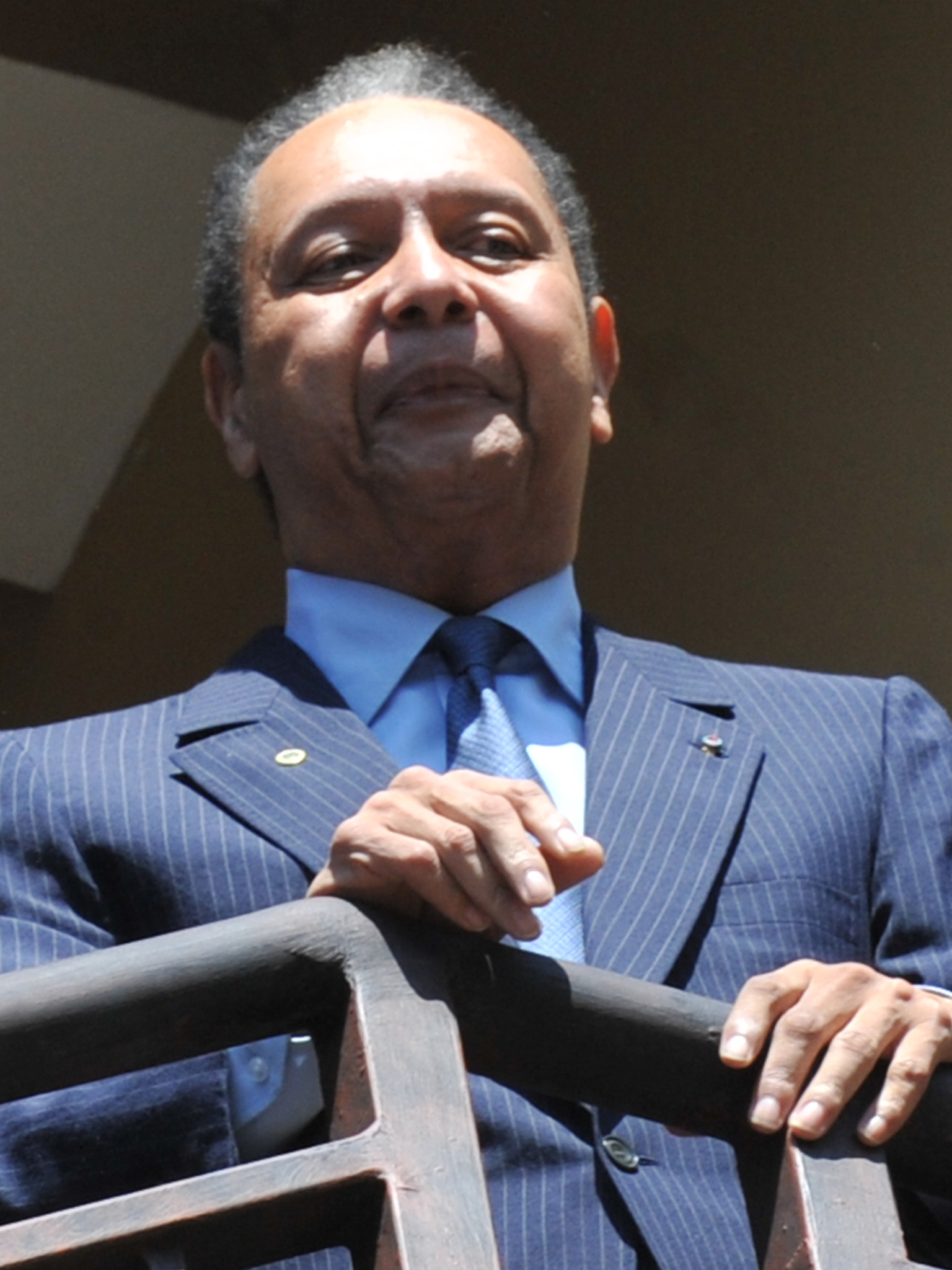
Jean-Claude Duvalier, dit « Baby Doc ».

À la mort de Papa Doc, le 21 avril 1971, Jean-Claude Duvalier, 19 ans (d’où son surnom de « Baby Doc »), accéda à la présidence de la République. Amorçant une timide libéralisation du régime, Jean-Claude Duvalier s’aliéna une partie de la classe noiriste qui avait soutenu son père en épousant une mulâtresse le 27 mai 1980. Son régime s'enfonça dans la corruption et l'incompétence.

### Durcissement du régime
Sa dictature est marquée dans les premières années par une volonté de détente et d'apaisement, « Baby Doc » donnant quelques gages de bonne volonté démocratique. Il rétablit les relations du pays avec les États-Unis et la République dominicaine et son mandat voit la reprise de l'aide internationale à destination d'Haïti. Jean-Claude Duvalier détient un pouvoir quasi-absolu que lui attribue la Constitution. Il commence petit à petit à entamer des réformes du régime politique de son père, en libérant des prisonniers politiques et en relâchant la censure sur la presse. Cependant, il n'y a pas de changements radicaux, ni en profondeur. L'opposition n'y est pas tolérée et le régime reste autoritaire.
La plupart de la richesse de la famille Duvalier provient de la Régie de Tabac (Tobacco Administration). — Les Duvalier utilisent une loi permettant d'utiliser un « compte non-fiscal » établi des décennies plus tôt, créant un monopole du tabac. Cette procédure est par la suite appliquée à d'autres entreprises gouvernementales qui servent de caisse noire et sur lesquelles aucun bilan n'est trouvé.
En négligeant son rôle de gérant des affaires politiques, Duvalier favorise l'intrusion dans les affaires de l’État d'intérêts provenant de lobbies du pays, mais aussi de l'étranger. Il facilite ainsi la domination dans les affaires haïtiennes d'une clique liée à la faction dure des duvaliéristes de son père ; ils sont surnommés « les dinosaures ».

### Chute

Les Duvallier en route pour l'aéroport le 7 février 1986.

En 1978, en réponse à la peste porcine africaine sévissant sur l'île, les autorités agricoles américaines insistent sur la totale éradication des cochons à Haïti. The Program for the Eradication of Porcine Swine Fever and for the Development of Pig Raising, ou Programme pour l’Éradication de la Peste Porcine Africaine et pour le Développement de l’Élevage des Porcs (PEPPADEP), entraîne d'énormes pertes financières parmi la population paysanne car l'élevage de porcs est considéré comme un investissement majeur.
De plus, des enquêtes rapportent que le sida est devenu un problème majeur à Haïti et entraîne une chute dramatique du tourisme au début des années 1980. Vers le milieu des années 1980, beaucoup d'Haïtiens expriment leur désespoir, induit par des conditions économiques désastreuses, la faim et la malnutrition qui se développent.
Le mécontentement populaire commence en mars 1983, quand le pape Jean-Paul II visite Haïti. Le Pape déclare que « Quelque chose doit changer ici ». Dans son discours, il appelle à une distribution des richesses plus équitable et une structure sociale plus égalitaire. Il exprime le souhait que les élites soient plus concernées par le bien-être des masses et que la population participe plus à la vie publique. Le message revitalise le clergé local et contribue à accroître la mobilisation populaire autour des questions politiques et sociales.
Une révolte éclate dans les provinces en 1985. La ville des Gonaïves est le théâtre des premières manifestations de rue et des magasins de chaîne de grande distribution sont dévalisés. D'octobre 1985 à janvier 1986, la révolte s'étend à six autres villes, incluant Cap-Haïtien. À la fin du mois, les Haïtiens dans le sud sont en révolte. Les révoltes les plus importantes se déroulent dans Les Cayes.
Jean-Claude Duvalier tente de faire face au mécontentement en baissant de 10 % le prix des aliments de base, en fermant les stations de radio indépendantes, en effectuant un remaniement ministériel, mais également par la répression policière et militaire. Sous la pression de la communauté internationale, il institue le poste de Premier ministre grâce à l'adoption par référendum d'une nouvelle Constitution. Ces tentatives ne freinent cependant pas l'élan de révolte populaire contre la dictature dynastique.
En janvier 1986, l'administration Reagan commence à faire pression sur Duvalier pour qu'il renonce au pouvoir et qu'il quitte Haïti. Des représentants officiels recommandés par le Premier ministre jamaïcain servent d'intermédiaires dans les négociations. À ce moment-là, nombre de duvaliéristes et des hommes d'affaires importants rencontrent le couple Duvalier et les pressent de partir. Les États-Unis rejettent l'asile politique pour Duvalier, mais ils leur proposent de les aider à partir. Initialement, Duvalier accepte le 30 janvier 1986 et le président Reagan annonce son départ, basé sur un rapport provenant du chef de station de la CIA en faction à Haïti, qui a vu la voiture de tête de convoi en partance pour l'aéroport. En route, il y a un échange de coups de feu et l'escorte de Duvalier fait demi-tour vers le palais présidentiel.
Le 7 février 1986, il remet le pouvoir aux mains des militaires et quitte l'île à bord d'un avion de l'US Air Force ; il atterrit à Grenoble en France. Pendant ce temps, en Haïti, les maisons des partisans de Jean-Claude Duvalier sont pillées.
Le 8 février 1986, le nouveau gouvernement libère les prisonniers politiques, instaure un couvre-feu. La foule s'en prend au mausolée de « Papa Doc », qui est détruit à coups de pierres et à mains nues ; le cercueil est sorti, la foule danse dessus puis le met en morceaux ; elle s'empare du corps du dictateur pour le battre rituellement. Pendant cette journée, on dénombre une centaine de victimes, essentiellement des Tontons macoutes,.

### Le«duvaliérisme sans Duvalier»(1986-1990)
Toutefois, la fin des Duvalier ne signifia pas la fin de la dictature. Une junte militaire dirigée par le général Henri Namphy prit le pouvoir. L’armée ou les anciens miliciens réprimèrent dans le sang les manifestations et tentèrent d’assassiner un prêtre activiste : Jean-Bertrand Aristide. Les élections du 29 novembre 1987 furent empêchées par l’intervention d’un groupe armé. L’armée organisa en janvier 1988 des élections qui furent boycottées. Le président élu, Leslie François Manigat, osa déplaire et dut s’exiler au bout de deux mois. En septembre 1988, un nouveau coup d'État militaire porta le général Prosper Avril au pouvoir. Acculé au départ en mars 1990 sous la pression américaine, Avril s’exila pour ouvrir la voie à des élections sous contrôle international.

### Transition démocratique et fin définitive du Duvaliérisme (1990)
En raison de sa personnalité charismatique, Jean-Bertrand Aristide est choisi comme candidat pour l'élection présidentielle de 1990 par le Front national pour le changement et la démocratie (FNCD), qui regroupe 15 organisations de centre-gauche, bien que Victor Benoît, dirigeant du KONAKOM ait un temps été pressenti. Il s'agit alors pour lui de barrer la route à Roger Lafontant, ancien chef des macoutes et ministre de l'Intérieur puis de la Défense sous le règne des Duvalier, qui avait annoncé sa candidature.
Les mesures qu'il propose dans son programme électoral consistent à soutenir l'industrie et l'agriculture, à viser l'autosuffisance alimentaire par une réforme agraire, à lutter contre la contrebande dans les ports, à réorganiser l'administration et à augmenter le salaire minimum.
Le 16 décembre 1990, après le retrait de son adversaire initial Roger Lafontant, il remporte l'élection présidentielle dont la régularité est contrôlée par des observateurs de l'OEA avec 67,48 % des voix contre le candidat de droite Marc Bazin (14 %), ancien fonctionnaire de la Banque mondiale qui avait les faveurs des États-Unis. Son adversaire avait reçu près de 36 millions de dollars de la NED, organisme lié à la CIA créé pour interférer dans les processus électoraux afin d'y soutenir les candidats pro-américains. Il est investi le 7 février 1991. Une conférence internationale réunie en juillet de cette même année promet à Haïti un financement de 400 millions de dollars,.